# Ceny Anděl 2013
Ceny Akademie populární hudby Anděl 2013 byly vyhlášeny 14. května 2014 v Hudebním divadle Karlín. Předcházelo tomu vyhlášení vítězů žánrových cen 14. března v Paláci Akropolis.

## Ceny a nominace

### Hlavní ceny

#### Skupina
- Bratři Orffové
- Ille
- Mandrage

#### Zpěvák
- Dan Bárta
- Vojtěch Dyk
- Matěj Ruppert

#### Zpěvačka
- Lenka Dusilová
- Debbi
- Never Sol

#### Objev
- Lenny
- Ille
- Never Sol

#### Album
- Bratři Orffové – Šero
- Michal Horáček – Český kalendář
- Vladimir 518 – Idiot

#### Skladba
- Kryštof a Tomáš Klus – Cesta
- Ille – Holka ve tvý skříni
- Mandrage – Siluety

#### Klip
- Monkey Business – Up To Speed Now
- Kryštof a Tomáš Klus – Cesta
- Vladimir 518 – Kilovej bůh

#### Nejprodávanější album
- Michal Horáček – Český kalendář

#### Síň slávy
- Petr Hapka

### Žánrové ceny

#### Hard & heavy
- Insania – Zapal dům poraž strom...
- Heiden – A kdybys už nebyla, vymyslím si tě
- Inferno – Omniabsence Filled By His Greatness

#### Punk & hard core
- Insania – Zapal dům poraž strom...
- Madebythefire – Budet
- Mass Genocide Process – Poetry Of The Damned
- Or – LP

#### Folk & country
- Jiří Smrž – Kořeny
- Ivo Cicvárek – Velký svět
- Jitka Šuranská – Nězachoď slunečko

#### Alternativní scéna
- Kittchen – Radio
- Houpací koně – Everest
- Nylon Jail – My Hearts Soars Like A Hawk

#### Jazz & blues
- Beata Hlavenková – Theodoros
- Ondřej Pivec – The Green Card Album
- Tiburtina Ensemble & David Dorůžka Trio – Apokalypsis

#### World music
- Jitka Šuranská – Nězachoď slunečko
- Docuku – Kdybych já věděl...
- Marta Töpferová & Tomáš Liška – Milokraj

#### Elektronická hudba
- Vložte kočku – Seat
- Subject Lost – Made of Numbers
- Vanessa – Antidotum

#### Hip-hop
- Vladimir 518 – Idiot
- James Cole – Moby Dick
- Prago Union – Vážná hudba

#### Ska & reggae
- Ting – Man vs Wild
- Fusion Eichler Trio – Wanderer
- Semtam ft. Mannex – Optimist by Choice
- Uraggan Andrew & Reggae Orthodox – II.